# De Havilland DH.84 Dragon
Il de Havilland DH.84 Dragon era un biplano bimotore da trasporto e di linea prodotto dall'azienda britannica de Havilland Aircraft Company.
Concepito per il traffico passeggeri tra l'Inghilterra del Sud e Parigi, venne portato in volo per la prima volta il 24 novembre 1932.

## Storia del progetto
Il DH.84 Dragon venne progettato da Arthur Hagg per rispondere ad una richiesta di Edward Hillman, che con la Hillman Airways operava già con i de Havilland DH.83 Fox Moth, per la realizzazione di un aereo bimotore da utilizzare per collegare il sud dell'Inghilterra con Parigi.
La fusoliera del DH.84 Dragon era la stessa già utilizzata con successo per il DH.83 Fox Moth, i 2 motori de Havilland Gipsy Major erano posti fuoribordo sulle ali inferiori del biplano, inoltre il pilota aveva un compartimento separato, posto all'estremità anteriore dalla cabina che poteva ospitare sei passeggeri.
Il volo inaugurale per Parigi avvenne nell'aprile del 1933.
Utilizzato in Scozia, rese possibile per la prima volta lo sviluppo del traffico aereo commerciale nelle Highlands e verso le isole più distanti.
Alcuni apparecchi vennero attrezzati per scopi di polizia e impiegati nelle colonie.
Ne furono costruiti 115 esemplari in Gran Bretagna, prima a Stag Lane e dal 1934 ad Hatfield, altri 87 esemplari furono costruiti durante la Seconda guerra mondiale in Australia, nella fabbrica di Bankstown, Sydney.
Furono utilizzati come addestratori per i piloti della Royal Australian Air Force, il primo dei quali volò il 29 settembre 1942.

## Versioni
DH.84 Dragon 1versione base.
DH.84 Dragon 2dal 63º apparecchio in poi con il vetro anteriore della cabina di pilotaggio costituito da un unico pezzo ed il carrello principale carenato
DH.84Mversione militare, con una mitragliatrice sul dorso, fornito a Danimarca, Iraq e Portogallo.

## Utilizzatori
♠ operatori originali
(lista parziale)

### Civili
Australia
- MacRobertson-Miller Aviation
- Western Australian Airways ♠
- Butler Air Transport

 Brasile
- VASP♠

 Canada
- Canadian Airways

 Egitto
- Misrair

 Francia
- Lignes Aériennes Nord-Africaines (L.A.N.A.)

 India
- Indian National Airways ♠

 Irlanda
- Aer Lingus

 Nuova Zelanda
- Air Travel (NZ) Ltd
- East Coast Airways ♠
- Union Airways of N.Z. Ltd

 Regno Unito
- Aberdeen Airways ♠
- Air Cruises ♠

- Air Navigation & Trading
- Air Dispatch
- Allied Airways

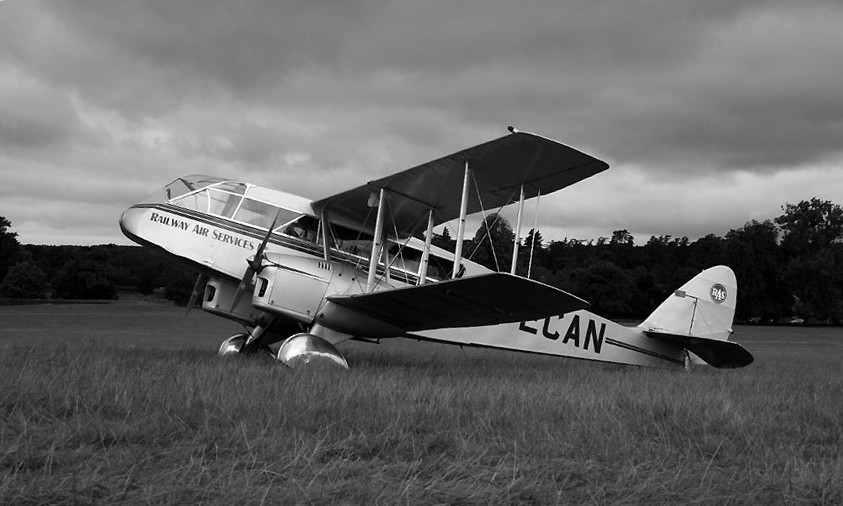
Il DH.84 Dragon G-ECAN, in livrea Railway Air Services, al Woburn Tiger Moth Rally 2007.

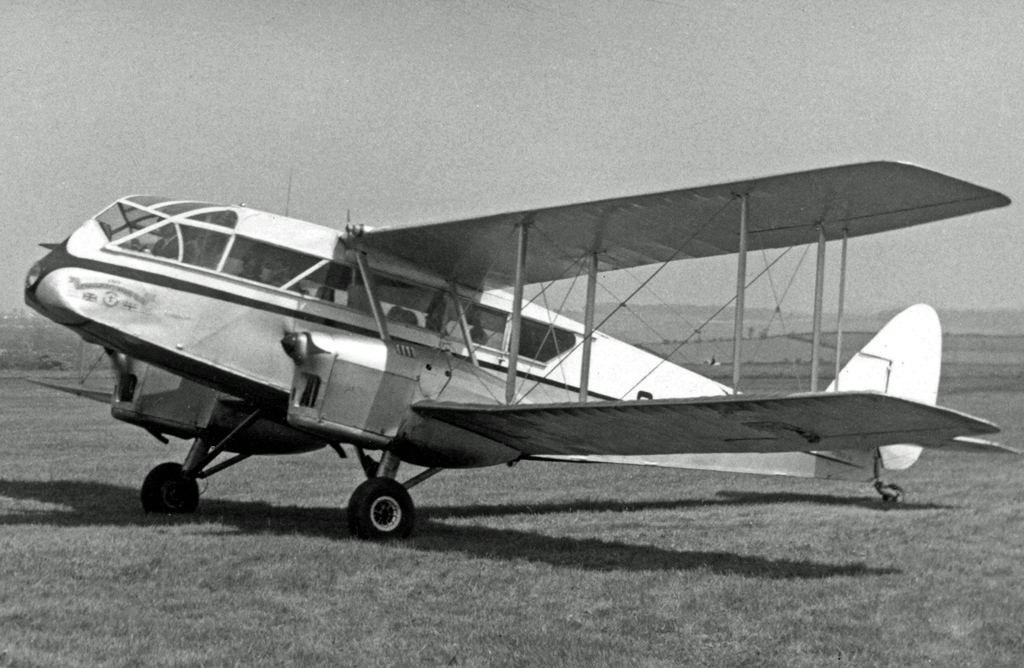
DH.84 Dragon 1 della Air Navigation & Trading nel 1956.

- Blackpool and West Coast Air Services ♠
- British Airways
- British Continental Airways
- Commercial Air Hire ♠
- Great Western & Southern Air Lines
- Highland Airways ♠
- Hillman's Airways♠
- Jersey Airways ♠
- Midland and Scottish Air Ferries ♠
- Northern and Scottish Airlines
- Olley Air Service ♠
- Provincial Airways
- Railway Air Services ♠
- Scottish Motor Traction ♠
- Spartan Airlines
- Western Airways ♠

 Sudafrica
- African Air Transport ♠

### Militari

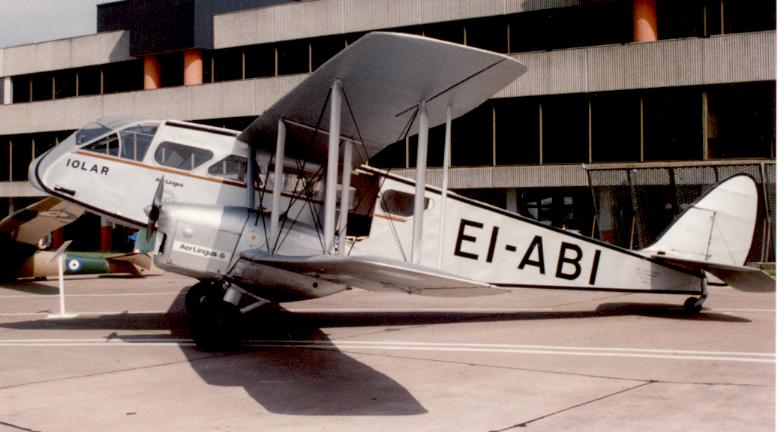
Il DH.84 Dragon EI-ABI, in livrea Aer Lingus, a Manchester GBR

Australia
- Royal Australian Air Force

 Austria
- Heimwehr Flieger Korps

 Danimarca
- Hærens Flyvertropper

operò con 2 esemplari di DH.84 Dragon.
 Iraq
- Royal Iraqi Air Force

operò con 8 esemplari di DH.84 Dragon.
 Irlanda
- Aer Chór na hÉireann

 Nuova Zelanda
- Royal New Zealand Air Force
  - No. 42 Squadron RNZAF

 Portogallo
- Arma da Aeronáutica Militar

operò con 3 esemplari di DH.84 Dragon.
 Sudafrica
- Suid-Afrikaanse Lugmag

 Turchia
- Hava Müsteşarlığı